# 1735 год в литературе

## События
- Сэмюэл Джонсон женился на Элизабет «Терри» Поттер, бывшей на 20 лет старше него.
- 4 августа по итогу суда над Джоном Питером Зингером за крамольную клевету в Нью-Йорк Уикли Джорнал, он был признан присяжными невиновным.

## Романы
- Опубликованы части (книги) с 10 по 12 плутовского романа «Жиль Блас», написанного Лесажем. Эти книги завершают роман.

## Другие произведения
- анонимно — «The Dramatic Historiographer» (приписывают Элизе Хэйувуд)
- Джордж Беркли — «The Querist»
- Джейн Бреретон — «Merlin»

## Родились
- 25 октября — Джеймс Битти,  шотландский поэт, эссеист, переводчик, литературный критик (умер в 1803).

## Скончались
- 18 сентября — Юстус ван Эффен, голландский писатель и переводчик (род. в 1684).